# NGC 3233
NGC 3233 је спирална галаксија у сазвежђу Хидра која се налази на NGC листи објеката дубоког неба.
Деклинација објекта је - 22° 16' 4" а ректасцензија 10h 21m 57,5s. Привидна величина (магнитуда) објекта NGC 3233 износи 12,6 а фотографска магнитуда 13,5. NGC 3233 је још познат и под ознакама ESO 568-1, MCG -4-25-4, AM 1019-220, IRAS 10195-2200, PGC 30336.